# 203-мм пушка M1
М1 — 203-мм полустационарная пушка большой мощности производства США. Пушка имела самую большую дальность стрельбы из всех артиллерийских орудий армии США во время Второй мировой войны. Она также использовалась в небольших количествах Британской армией.

## Разработка
В 1919 году Westervelt Board описал идеальную пушку большой мощности для будущих разработок, имеющую диаметр ствола от 194 мм до 203 мм, снаряд весом около 90,7 кг (200 фунтов) и дальность стрельбы 32 километра (35 000 ярдов). Ещё более поразительным было требование, чтобы он был пригоден для перевозки по дорогам в буксируемом варианте. В то время ни в одной другой стране не было такого транспортируемого по дорогам полевого орудия. Низкоприоритетные проектные работы велись до 1924 года. В июне 1940 года началась серьёзная разработка 8-дюймовой (203 мм) пушки, которая имела бы дальность стрельбы 33 500 ярдов (30 600 м), дорожную скорость 25 миль в час (40 км/ч), перевозилась бы в двух частях весом не более 44 000 фунтов (20 000 кг) и была бы пригодна для железнодорожной транспортировки. Орудие использовало тот же снаряд, что и 8-дюймовое береговое орудие и 8-дюймовое крейсерское орудие ВМС США. Использование того же лафета, что и у 240-мм гаубицы М1, облегчило разработку, но всё же разработка была очень трудоёмкой и пушка не была стандартизирована до января 1942 года. Основными проблемами были чрезмерный износ ствола и низкая точность, но считалось, что ничего лучшего не может быть произведено в столь сжатые сроки. Таким образом, она вошла в производство с низким темпом и в небольших количествах. Ствольная труба была изготовлена компанией Watervliet Arsenal, а система отдачи-компанией Hannifin Manufacturing. Watertown Arsenal, Bucyrus-Erie и компания S. Morgan Smith Company изготовили лафет. До прекращения производства в 1945 году было произведено всего 139 пушек.
Серийное производство началось в ноябре 1942 и закончилось в апреле 1945 года. В 1942 году сдали 10 пушек, 49 в 1943, 57 в 1944 и 23 в 1945. Пик производства, по 8 орудий, пришелся на октябрь и декабрь 1944 года.
В поисках большей тактической мобильности Департамент боеприпасов (Ordnance Department) экспериментировал с самоходной версией. Как и 240-мм гаубица, она была установлена на удлинённом тяжёлом танковом шасси T26E3, как и САУ T93, но война закончилась, прежде чем они могли быть использованы, и позже они были утилизированы.

## Транспортировка
Одно из требований при разработке состояло в том, чтобы орудие было легко установить. Учитывая вес пушки и лафета, это было непросто. В конце концов была разработана пара трёхосных шестиколёсных транспортных вагонов — один для ствола и механизма отдачи, а другой для перевозки. Эти транспортные вагоны также использовались с 240-мм гаубицей М1. Они были стандартизированы как М2 и М3. Вагон М2 нес лафет, а вагон М3 нёс ствол и систему отдачи, как показано слева. Эта раздельная конфигурация требовала использования 20-тонного автокрана М2 для установки. Кран также включал в себя ковш, который перевозился на прицепе и использовался для рытья откатной ямы для пушки. Несмотря на вес и транспортировку в двух частях, орудие можно было установить всего за два часа.
Транспортные вагоны были первоначально предназначены чтобы буксироваться с помощью Mack NO 71/2-тонного 6x6 тяжёлого грузовика, но в качестве колёсного транспортного средства у него были проблемы на мягкой земле. Скоростной тягач М6, специально предназначенный для буксировки 8-дюймовой пушки и 240-мм гаубицы, ещё не был запущен в производство, поэтому артиллерийское управление тем временем импровизировало. Средние танки M3 Lee и истребители танков M10 были быстро модифицированы в артиллерийские тягачи и прошли соответствующие испытания. Они оказались пригодными к использованию и были приняты на вооружение в качестве М33 и М35 соответственно.

## Использование
Орудие было приписано к отдельным пушечным артиллерийским дивизионам большой мощности (опадн БМ), находившимся под контролем резерва штаба. Восемь дивизионов большой мощности были организованы обучены и экипированы. Каждый состоял из шести орудий, организованных в три батареи по два орудия M1 в каждой. Пять дивизионов были направлены в Европу (153-й, 243-й, 256-й, 268-й и 575-й) и три в Тихий океан (570-й, 573-й и 780-й). Они впервые начали боевые действия в Италии в апреле 1944 года в ходе Анцио-Неттунской операции, когда два орудия M1 были приписаны к 698-му пушечному артиллерийскому дивизиону большой мощности. Два орудия также отправились под Кассино в Италии и использовались в качестве контрбатарейных орудий против немецких 170-мм пушек. Они участвовали в боевых действиях в Европе, где они были особенно эффективны против укреплённых целей и в контратаках против немецкой дальнобойной артиллерии. Во французском Сен-Мало, в осаде участвовали два дивизиона 8-дюймовых орудий M1. 8-дюймовые орудия M1 наносили прямые удары по стенам древней цитадели. В кампании на линии Зигфрида 8-дюймовые орудия M1, с помощью воздушных корректировщиков, разрушили два моста через реку Рур. В конце войны отдельные пушечные дивизионы большой мощности были расформированы, а орудия перемещены на склад; однако они больше никогда не использовались в боевых действиях и, в конечном итоге, были утилизированы.
В Великобританию было поставлено семнадцать орудий.